# Кабарга Березовского
Кабарга Березовского (лат. Moschus berezovskii Flerov, 1929) — вид парнокопытных млекопитающих из рода Кабарги. Проникает на юг дальше, чем любые другие виды семейства, обитает в южном и центральном Китае и на крайнем севере Вьетнама. Названа в честь коллектора первых экземпляров — орнитолога М. М. Березовского.

## Внешний вид
Кабарга Березовского имеет тёмно-оливково-коричневую окраску. При перемещениях животного становится видным брюхо желтовато-оранжевого цвета. Три оранжевые полосы спускаются на шею от горла и достигают груди. Высота в холке 50—60 см, вес 13—15 кг. Как и у всех кабарговых, у кабарги Березовского нет рогов, но верхняя челюсть самцов оснащена двумя небольшими бивнями, являющимися гипертрофированными клыками и выступающими вовне ротовой полости. Животные имеют очень плотный, короткий шерстный покров без подшёрстка. Соски у самок находятся между задними ногами.

## Ареал и места обитания
Во Вьетнаме обнаружена только в двух северо-восточных провинциях Каобанг и Лангшон, приводятся всего 3 точки местонахождений. Обитает в горных лесах и альпийской зоне Южного и Центрального Китая и Северного Вьетнама. Поднимается на высоты до 3000 м над уровнем моря.

## Образ жизни
Ведёт, в основном, ночной и сумеречный образ жизни, строго территориальна, активно защищает свою территорию от вторгшихся чужаков.
Питается лишайниками, травой, плодами, листьями и побегами молодых деревьев.
Самцы во время гона продуцируют вязкий пахучий секрет, называемый мускусом. Секрет производит крупная железа (размером с яблоко), находящаяся спереди гениталий на нижней части живота.

### Размножение
Самки достигают половой зрелости через год после рождения, самцы через 1,5 года. Спаривание происходит в конце осени или в начале зимы. Период беременности самок от 180 до 200 дней, как правило, рождаются два полностью развитых детёныша. Молодые становятся окончательно независимыми от матери только спустя полтора месяца.

## Систематика
Выделяют четыре подвида:
- M. b. berezovskii — крупный подвид относительно тёмного цвета с оранжево-желтой брюхом и коричневыми полосами на желтом горле; Сычуань, Цинхай и Тибет.
- M. b. caobangis — меньше и бледнее, чем M. b. berezovskii. Окрашена в красновато-желтые цвета; Южный Юньнань, Гуанси, Гуандун и северный Вьетнам.
- M. b. yanguiensis — по размерам и окраске занимает промежуточное положение между M. b. berezovskii и M. b. caobangis; Юньнань, Гуйчжоу, Хунань и Цзянси.
- M. b. bijiangensis — крупный подвид с бледно-коричневой окраской спины и серовато-белой исчерченностью шеи; Северо-Западный Юньнань.

## Природоохранный статус
МСОП включает этот вид в список находящихся под угрозой исчезновения (Endangered). Причинами этого являются разрушение местообитаний, распространение инфекционных заболеваний, передаваемых домашним скотом, незаконная охота ради добычи мускуса для использования в народной китайской медицине и в парфюмерной промышленности. Для защиты этого вида его пытаются разводить в неволе, дабы таким образом уменьшить пресс на дикие популяции. Кроме того, этот вид занесён в список СИТЕС (Приложении II), ограничивающий возможности международной торговли видами дикой фауны и флоры и товарами из них. Несколько ООПТ были созданы в местах обитания этого вида. Американская служба рыбы и дичи включила кабаргу Березовского в список видов, находящихся под угрозой исчезновения, еще 14 июня 1976 года.